# チーマー
チーマー（teamer）は街で徒党を組んでいた不良行為少年達に対する主に1980年代~2000年代に使われた呼称である。

## 概要

### 1980年代
若者やそのグループが自らのグループを「チーム」と呼んでいたことからチーマーと呼ばれるようになった。
チーマーの発祥は渋谷カジュアルファッションをしたいわゆる「渋カジ族」で、慶應義塾高校、青山学院高等部、成城学園高校といった良家の子女が通う名門私立高生たちであった。彼らが渋カジ族であるのは高校を卒業する18歳までで、大学に入れば遊ぶ場所を六本木に変え、その後は一流企業に就職していくような要領のいい者が多く、将来を考えて事件に巻き込まれることは極力避けたかった。そうして渋谷のセンター街から名門校生は姿を消し、渋カジ族はいつしか不良系の少年少女の溜まり場となり、名前もチーマーと変わっていった。
初めは渋谷でみられた事象だけを指していたが、後にそれ以外の地域の類似グループもそう呼ばれるようになる。なお、チーマーという言葉は少なくとも1989年以前から存在していた。

### 模倣
1990年代になると、暴走族やヤンキーに入るような、郊外在住の若者も影響され、チーマーとして活動するようになったと言われる。彼らは、渋谷センター街などでたむろし、一部のメンバーが都下や他県より渋谷にくる暴走族やヤンキーと抗争を行ったり、一般人に喧嘩を売る、パーティー券などの押し売りを行うようになり、また、強姦や窃盗等も行っていたと言われる。
1992年から1993年頃の渋谷では、店舗が軒並み閉店した深夜の渋谷センター街を大量のチーマーが占拠する事態に発展していた。なお、1990年前後には深夜営業を行う店舗が多かった渋谷センター街が、同時期に先述のように軒並み閉店する状況に変化したのは、チーマーの流行により多発したトラブルの影響によるものである。渋谷商店会の有志が見回りをする様になり減っていった。

## 他の不良グループとの違い

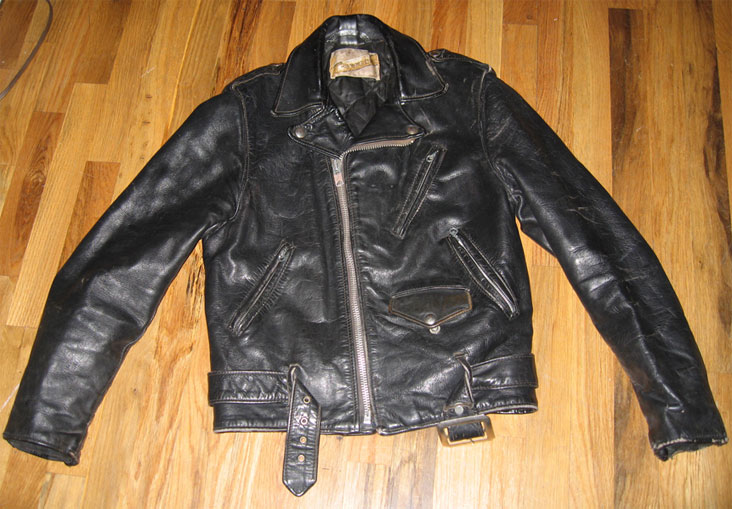
チーマーの愛好アイテムとされた革ジャン

ヤンキーや暴走族も集団で徒党を組み街でたむろすることはあるが、これらとチーマーとの違いは主にメンバー達が好むファッションにあると考えられる。
ゴローズやインディアンジュエリーを好み、80年代はアヴィレックスなどフライトジャケット、90年代はバンソンやショットなどニューヨークスタイルに変わっていった。
チーマーは、リーバイス501などのジーンズやエンジニアブーツ、古着などの、いわゆるアメカジ（当時は「渋カジ」渋谷カジュアルの略）と呼ばれるストリートファッションを好むものが多く、ロン毛でヘアバンドをするのがトレンドであったなど、都会的でおしゃれであるとされ、ジャージなどのオーバーサイズの服にリーゼントやパンチパーマなどの髪型を好むヤンキーとは一線を画していた。また、チーム毎のジャンパーなどを着ることはあるが、暴走族のような特攻服を着ることはない。90年代になるとアメカジファッションを着た暴走族がバイクでの暴走行為を行った）。
チーマーの文化は『ウォリアーズ』『アウトサイダー』の世界観と共通点を持ち、それを模したという説もある。
また、米国のストリートギャングの模倣であるという点も嘘であり、カラーギャングとは根本的に異なる。
カラーギャングはクリップスやブラッズなどに影響を受け、同じ色の服やバンダナを着用し、西海岸風のヒップホップ系ファッションやローライダーなどの自動車を好む傾向にある。

## 2000年代以降の動向
チーマーはヒップホップの流行などに伴い、1990年代後半から2000年代前半にカラーギャングに代わり、2000年代後半にはカラーギャングも激減していった。しかし、チーマーも完全にいなくなったわけではなく、2009年2月にも東京都大田区内で約100人のチーマーが確認されている。
また、2009年3月には、暴力団員がチームの面倒を見ており、チームの対立から暴力団員同士の銃撃事件に発展した事例も報告されている。2008年に新宿区内にて元チーマーの幹部であった会社員の男性が数人に暴行を受け殺害されたが、原因は暴力団絡みのトラブルであるかのような報道もされた。

## 元チーマーを公言している有名人
東幹久
渋谷区出身の俳優・東幹久は渋谷で有名なチーマーとして芸能界にスカウトされた。
ZEEBRA
ヒップホップMCのZEEBRAはチーマー文化について語ることがある。
真木蔵人・野尻佳孝
俳優の真木蔵人や野尻佳孝も元チーマーであることが語られている。
高谷裕之
スポーツ界では、格闘家の高谷裕之が過去にチーマーであったことを、闘技イベント「K-1」や「HERO'S」の煽り（選手紹介）VTR内で明らかにしている。

## チーマーを題材とする作品

### 映画
- ジャンクフード
- ドルフィン・スルー
- バレット・バレエ

### テレビドラマ
- サイコメトラーEIJI 第2シリーズ
- 池袋ウエストゲートパーク
- ハンドク!!!

### 漫画
- サイコメトラーEIJI
- サムライソルジャー
- TWO突風!
- TOKIO トキオ
- BØY
- 東京卍リベンジャーズ

### 小説
- 虚の王（馳星周著／光文社刊）
- 聖・少年（小川竜生著／光文社刊）
- シブヤ大戦争 ドリームキングR 外伝（俵家宗弖一著／学習研究社刊）